# 中华人民共和国史编年
《中华人民共和国史编年》是当代中国研究所编辑的国史资料书，旨在以编年体全面反映中华人民共和国各个领域重大史事，提供翔实可靠的史料。 目前已出版1949年-1963年卷，共15册。